# Cliff Battles
Clifford Franklin Battles (Akron, 1º maggio 1910 – Clearwater, 28 aprile 1981) è stato un giocatore di football americano statunitense, inserito nella Pro Football Hall of Fame nel 1968.

## Carriera
Battles iniziò la sua esperienza nel football con la squadra della scuola superiore, per poi mettersi in luce a livello universitario con il West Virginia Wesleyan College.
La carriera di Cliff Battles iniziò nel 1932 negli allora Boston Braves, squadra dove rimase in tutta la sua carriera, sia quando questa cambiò denominazione in Boston Redskins, sia quando la squadra si trasferì nel 1937 a Washington, prendendo il nome che ancora mantiene di Washington Redskins. Fu il primo giocatore della storia a correre oltre 100 yard in una sola gara (144 contro i Chicago Bears il 30 ottobre 1932) e anche il primo a correrne oltre 200 (215 contro i New York Giants l'8 ottobre 1933)
Terminata la carriera da giocatore, rimase inattivo per diversi anni prima di iniziare l'esperienza di allenatore con i Brooklyn Dodgers; l'esperienza durò soltanto per le stagioni 1946 e 1947

## Palmarès

### Franchigia
1
Washington Redskins: 1937

### Individuale
- First-team All-Pro: 3

1933, 1934, 1936
- Second-team All-Pro: 1

1937
- Leader della NFL in yard corse: 2

1932, 1937
- Formazione ideale della NFL degli anni 1930
- 70 Greatest Redskins
- Pro Football Hall of Fame (classe del 1968)
- College Football Hall of Fame

## Statistiche
- Corse effettuate: 839
- Yards complessive corse: 3.511
- Touchdown segnati su corsa: 23
- Passaggi ricevuti: 38
- Yards guadagnate su passaggio: 546
- Touchdown segnati su passaggio: 4